# Serra das Russas
Serra das Russas é um conjunto de escarpas assimétricas localizada a 80 km do litoral de Pernambuco, na divisa dos municípios de Pombos, Gravatá e Chã Grande. Apresenta-se de forma súbita e grandiosa.
A altitude de suas escarpas variam entre 400 a 600 metros, sendo uma das áreas mais acidentadas do Planalto da Borborema.
No passado representou um dos principais obstáculos para o desbravamento do interior do estado de Pernambuco.
A Serra das Russas tem esse nome por causa da constante neblina que domina suas escarpas durante boa parte do dia. A origem do nome - russas - vem da palavra ruça ou ruço, usada para se referir a nevoeiros rápidos e espessos que sobem uma serra espalhando-se em massa compacta, muito comuns na região, sendo a sua escrita nessa forma - com duas letras s - advinda do português arcaico.
O termo Serra das Russas é usado popularmente para designar todo o Planalto da Borborema em Pernambuco, mas a designação só se refere ao pequeno trecho de contrafortes de aclives e declives, situados entre os municípios de Pombos, Gravatá e Chã Grande.
Antes a serra se apresentava como uma das áreas mais perigosas e arriscadas para motoristas em viagem na BR-232, entre Recife e interior. Com a duplicação da BR-232, chamada atualmente desde o município de São Caetano até o Recife de Rodovia Luiz Gonzaga, em homenagem ao saudoso artista pernambucano Luiz Gonzaga, o risco caiu consideravelmente, tornando a viagem tranquila e rápida. Mesmo assim ocorrem muitos acidentes provocados pela imprudência e o excesso de velocidade. Por esses motivos foram instaladas duas lombadas eletrônicas no sentido Caruaru-Recife, que corresponde ao antigo trecho desta via antes da duplicação.
Quem vem no sentido Recife-interior ainda pode conferir o primeiro túnel rodoviário de Pernambuco, o Túnel Cascavel ou Plínio Pacheco, com extensão de 370 metros e a Ponte Cascavel com 450 metros de extensão e aproximadamente 50 metros de altura máxima, localizada um pouco antes da entrada do túnel homônimo.

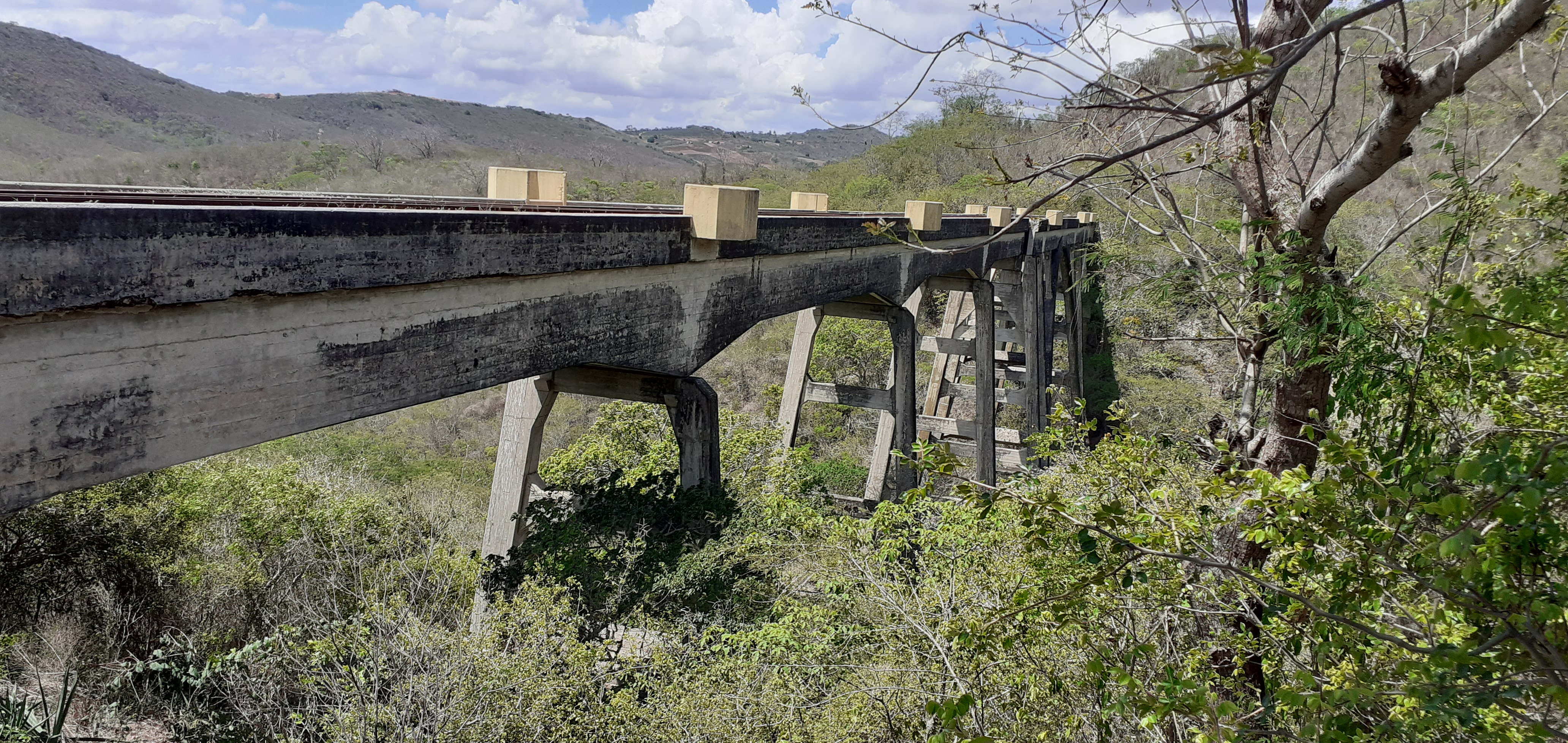
Ponte Cascavel na Serra das Russas. Gravatá, Pernambuco

## Turismo na serra
A Serra das Russas tem se tornado nos últimos anos um destino para os amantes do ecoturismo e dos praticantes de esportes radicais, destacando-se a prática de rapel na Ponte Cascavel, que é uma ponte ferroviária da antiga Estrada de Ferro Central de Pernambuco. Também pode ser feita a trilha dos túneis. Há 14 túneis na Serra das Russas da antiga estrada de ferro, com a Ponte Cascavel exatamente na metade desses túneis, ficando 7 túneis de cada lado da ponte.

## Meio-ambiente
A cobertura vegetal da região é composta de matas de transição, pois a serra se mostra geograficamente como um divisor natural entre a Zona da Mata e o Agreste, ora apresentando características da caatinga agrestina ora da mata atlântica.